# Macrocentrus postfurcalis
Macrocentrus postfurcalis är en stekelart som beskrevs av Embrik Strand 1911. Macrocentrus postfurcalis ingår i släktet Macrocentrus och familjen bracksteklar. Inga underarter finns listade i Catalogue of Life.